# 罗箫
罗箫（1982年4月22日—），是已退役的中国足球运动员，司职前锋。
罗箫是上海申花青训系统培养出球员，曾经被派往巴西留学两年。他在申花队只获得过很少的出场机会，不过却在亚冠的比赛中攻入过两球，其中包括以青年队阵容在韩国客场爆冷击败全北现代的入球。
2006年，一年多没有获得出场机会的罗箫被俱乐部挂牌，加盟了乙级队丽江东巴，但是球队当年第三次冲击甲级失利，随后解散，罗箫陷入了没有职业俱乐部效力的困境。
2008年，罗箫加盟甲级联赛南京有有。2010年，球队遭遇严重经济困难，最终降级解散，罗箫就此退役。退役后他成为青少年足球的教练。